# Lorin Maazel
Lorin Varencove Maazel (Neuilly-sur-Seine, 6 de março de 1930 — Castleton, Virgínia, 13 de julho de 2014) foi um maestro, violinista e compositor franco-estadunidense. Era diretor musical da Filarmônica de Nova Iorque à época de sua morte.

## Biografia
Maazel nasceu em uma família judaica na França, mas cresceu nos Estados Unidos. Sua família foi extremamente musical (seu avô, Isaac, era violinista no Orquestra do Metropolitan Ópera), e desde criança foi um prodígio, tendo sua primeira aula de condução aos sete anos de idade e fazendo sua estreia aos oito. Aos onze anos de idade ele conduziu a Orquestra Sinfônica NBC no rádio. Aos doze ele já fazia turnês pelos Estados Unidos conduzindo orquestras. Ele fez sua estreia como violinista aos quinze anos e acabou estudando na Universidade de Pittsburgh.Em 1960 ele se tornou o primeiro estadunidense a conduzir Bayreuth.

## Carreira
Em 1960, ele se tornou o primeiro Americano a conduzir em Bayreuth. Ele foi maestro da Ópera Alemã de Berlim (Deutsche Oper Berlin), de 1965 até 1971 e maestro da Orquestra Sinfônica da Rádio de Berlim, de 1965 até 1975.
Em 1972, Mazeel começou seu mandato a frente da Orquestra de Cleveland, sucedendo George Szell. Uma das gravações mais notáveis durante essa época foi a gravação completa do Porgy and Bess de Gershwin. Ele deixou o posto em 1982 e desde lá nunca mais conduziu a Orquestra de Cleveland.
Maazel conduziu a Ópera Estatal de Viena de 1982 até 1984 como condutor chefe. De 1984 até 1988 ele foi o consultor musical da Orquestra Sinfônica de Pittsburgh e diretor musical da orquestra de 1988 até 1996. De 1993 até 2002 ele foi condutor chefe da Orquestra Sinfônica da Rádio Bávara em Munique.
Ele também conduziu três filmes: Don Giovanni (1979), Carmen (1984) e Otello (1986).
Em 2000, Maazel fez apresentações com a Filarmônica de Nova Iorque como maestro convidado, com uma reação positiva dos músicos da orquestra. Então em Janeiro de 2001 ele foi apontado como o próximo diretor musical da orquestra, começando em 2001, sucedendo Kurt Masur. Ele deixou o cargo para Alan Gilbert em 2009. Maazel conduziu a Filarmônica de Nova Iorque na Coreia do Norte no dia 26 de Fevereiro de 2008, interpretando os hinos da Coreia do Norte, dos Estados Unidos, a Sinfonia do Novo Mundo de Dvorak, An American in Paris de George Gershwin e fechou com uma música tradicional coreana, Arirang.
Em 2004 tornou-se diretor musical da Filarmônica Arturo Toscanini. Em Março de 2006, fez uma turnê pela Ásia com a violinista Lidia Baich, conduzindo a Orquestra Sinfônica de Singapura e a NSO de Taiwan. Desde Setembro de 2006 ele tem sido o diretor musical da orquestra da casa de ópera Ciutat de les Arts i les Ciències (Cidade das Artes e das Ciências) em Valência, Espanha.
Maazel também participou seis vezes do Concerto de Ano Novo de Viena, nos anos de 1980, 1986, 1994, 1996, 1999 e 2005, além disso compôs uma ópera, 1984 baseada numa obra de George Orwell.

## Família
Maazel casou-se por três vezes. Seus dois primeiros casamentos foram com a pianista Miriam Sandbank e Israela Margalit, acabando em divórcio. Sua terceira  esposa foi a atriz alemã Dietlinde Turban. Eles tem dois filhos e uma filha.
Faleceu em 13 de julho de 2014 vítima de complicações de pneumonia.

## Gravações notáveis
- Sergei Prokofiev: Romeo e Julieta, com a Orquestra de Cleveland.
- Georges Bizet: Carmen, com a Orquestra Nacional da França e o Coral da Rádio Francesa. Solistas: Julia Migenes, Plácido Domingo, Faith Esham, Ruggero Raimondi, Lillian Watson e Susan Daniel.
- Sergei Rachmaninoff: Sinfonias Completas (1-3); A Ilha da Morte e The Rock, com a Filarmônica de Berlim.
- Jean Sibelius: Sinfonias Completas (1-7), com a Filarmônica de Viena.
- Gustav Mahler: Sinfonias Completas (1-10), com a Filarmônica de Viena.
- Maurice Ravel: L'enfant et les Sortilèges, com a Orquestra Filarmônica da Rádio da França. Solistas: Françoise Ogéas, Jeannine Collard, Jane Berbié, Sylvaine Gilma, Colette Herzog , Michel Sénéchal e Heinz Rehfuss.
- Andrew Lloyd Webber: Variações, com Julian Lloyd Weber (violoncelo) e Orquestra Filarmônica de Londres.
- Ludwing van Beethoven: Fidelio, com a Filarmônica de Viena e o Coral de Concertos da Ópera Estatalde Viena. Solistas: Birgit Nilsson, James McCracken, Kurt Böhme, Tom Krause, Graziella Sciutti e Donald Grobe.
- Modest Mussorgsky: Pinturas numa Exposição (Orq. Ravel) e Noite em uma Montanha (Orq. Rimsky-Korsakov), com a Orquestra de Cleveland.